# マッハブイロク
『マッハブイロク』は、2000年4月6日から9月28日まで毎週木曜23:00 - 23:30にフジテレビ系列で放送されたV6が出演するバラエティ番組。

## 概要
- 『V6の素』の内容を引き継いだ番組で、放送時間も20分から30分に拡張された。
- 初回放送は『V6の素』企画の罰ゲームとしてカミセンが廃校で肝試しを行った。
- 第2回目ではマッハブイロクの番宣のためそれぞれ指令をクリアしながら電波ジャックするV6の様子が放送された。
- 初期は『V6の素』のオープニングゲーム(1/6ゲームや指差しゲーム)と、｢ブイロクヒーロー列伝｣を｢ブイロクマッハ対決｣に改題して、カミセンとトニセンとの対決を行った。
- ｢はめっちんぐ准一日記｣｢バッチ井ノ原のアコギな奴｣｢リーダー･サカモト｣などのショートコーナーも放送された。
- 後期はゲストを迎えての1/6ゲームと｢シュールな笑いの世界｣を中心として放送された。罰ゲームはものまねから｢危険な惑星｣行きに変更された。

## 放送された企画

### 指差しゲーム
- ｢一番長電話していそうなのは｣｢自分が女だとして結婚したくないのは｣などの質問に対し、メンバー全員が目を閉じて該当者を指差す。一番多く指差された人が負けで、エンディングに物まねをする。
- 2回行われただけで、その後｢定食の中で何を最初に食べるか｣の質問に答え、少数派が罰ゲームと言うものを1回だけ行った後、1/6ゲームが行われた。

### はめっちんぐ准一日記
- はめっちんぐ准一(岡田)が、ほかのメンバーをドッキリにはめる。はじめに絵日記風に｢○月○日(放送日)、今日は○○をはめたった｣と放送され、その後メンバーに対するドッキリの映像が流れる。
- これにより、ほかのメンバーが1回ははめられている(長野のみ2回)。そのため、仕返しとして番組主題歌「Don't Stop The Refrain」のPVの撮影で岡田をはめる企画が放送された。
- ドッキリの後「今日もあなたをはめっちんぐ!」といいポーズをとるのがお約束。長野がはめられた回の2回目（脳天に金ダライを直撃させると言ういたずら）では、長野がこのポーズをさせまいと阻止した。(しかし結局は長野と岡田が2人でいつものポーズをやっていた)

### リーダー・サカモト
- そうめんつゆがどれだかわからなくなった家族の前に「リーダー･サカモト」が現れる。
- 坂本が味でそうめんつゆを当てる。ほかのボトルの中身は「麦茶」と「うがいぐすり」。
- 1回で終了。

### ブイロクマッハ対決
- 『V6の素』の｢ブイロクヒーロー列伝｣と同じくカミセンとトニセンがゲームで対決。「あたかもドラマ」(台本中にいくつかのチャレンジがあり、語りべの話すとおりに演じなければならない)などが行われた。
- 例外として、メンバー全員の中から一人を決める｢ビビリ王決定戦｣が行われた。

### 1/6ゲーム
- 初期は基本的に『V6の素』と同様の流れで実施。
- 後期、メイン企画に昇格した際は、以下のルールで行われた。
  - なお、ホームページ上で1/6ゲームの企画案を、視聴者に募集していた。
- 最初は、今回のゲスト(地球からのお客様と言う設定)は誰かを当てる1/6ゲームがあった。ボックスから6人が両手を出しており、この中の1人がゲスト、後の5人はエキストラ(エイリアンと言う設定)だった。手にスライムを落とす、落書きするなどしてエイリアンを攻撃し、間違ってゲストを攻撃してしまうとアウト(ゲストに無礼を働いたという点を除いて、特に罰ゲームは無し)。後に廃止。
  - ボックスに名前の書かれた札があるが、ゲストが入っているボックスにはゲストの名前、そのほかのボックスにはそのほかの有名人の名前が書かれている。なぜかローマ字表記があった。
- 次に、V6のメンバーがロシアンルーレットを行う。はずれのものに当たった人が｢危険な惑星｣行き。
- 5月までは罰ゲームが「モノマネ」だった。5月の終わり頃にモノマネが終了して。6月からは「危険な惑星」行きに代わった。
- 最後に、「危険な惑星」行きが確定した1人を除いたV6メンバー5人にゲストを加えた6人でロシアンルーレットを行い、そこではずれを引いた1人も｢危険な惑星｣行き。
- 「危険な惑星」は太い棒にまたがった2人に水や砂などが襲い掛かって来る。最後には棒が半回転して下に落ちる。
- 危険な惑星の例
  - 水の惑星
  - 砂の惑星
  - 風の惑星
  - クリームの惑星
  - 泥の惑星
  - 青汁の惑星
  - 墨の惑星
  - ネバネバの惑星(ローション)

- 番外編として、V6のコンサート内で観客を巻き込んだ2/6ゲームや、カミセンのコンサートツアーの楽屋で、各開催地の名産品を用いた1/3ゲームも行われた。

### シュールな笑いの世界
- メンバーによるコント
- 放送されたもの
  - 寝違えた男(岡田)
  - 坂本くん(坂本)
  - 坂本っちゃん(坂本、長野)
  - しぶい替え歌(井ノ原)

## 特別ドラマ
2000年6月29日（木）22:00 - 23:30にドラマ『マッハブイロク特別ドラマ big大作戦』が放送された。

### キャスト（特別ドラマ）
- V6
  - 坂本昌行
  - 長野博
  - 井ノ原快彦
  - 森田剛
  - 三宅健
  - 岡田准一
- 金子義成 - 萩原流行
- 桜井絵里 - 仲間由紀恵
- 山崎銀之丞
- 赤木恭介 - ふかわりょう
- 篠原ともえ
- 刑事 - 高橋克実
- 刑事 - 八嶋智人
- 小林すすむ
- 鈴木美恵
- みずき - 伊東美咲
- 安藤亮司
- 深沢裕二 - 西村雅彦

Special Thanks
- 浅野ゆう子
- 木村佳乃
- 篠原涼子
- さとう珠緒

番組協力
『ナースのお仕事3』
- 朝倉いずみ - 観月ありさ ※役名のまま出演
- 尾崎翔子 - 松下由樹 ※役名のまま出演
- 石原良純
- 石井正則（アリtoキリギリス）
- 石塚義之（アリtoキリギリス）

『LOVE LOVE あいしてる』
- 堂本光一（KinKi Kids）
- 堂本剛（KinKi Kids）
- 吉田拓郎
- 坂崎幸之助（THE ALFEE）
- TOM3

『100%キャイ〜ン!』
- 天野ひろゆき（キャイ〜ン）
- ウド鈴木（キャイ〜ン）
- 山口紗弥加

『ポンキッキーズ』
- 太田光（爆笑問題）
- 田中裕二（爆笑問題）

『愛をください』
- 菅野美穂
- 伊藤英明

『花村大介』
- ユースケ・サンタマリア

『ミュージカルbig』
- 赤坂晃
- 宮崎優子
- 風間俊介
- 田中聖
- 周防玲子

### スタッフ（特別ドラマ）
- 脚本：川嶋澄乃
- 演出：永山耕三
- プロデュース：関卓也、きくち伸、森谷雄
- エンディングテーマ：V6「Don't Stop The Refrain」
- 協力：バスク、フジアール
- 制作：フジテレビ、共同テレビ

## スタッフ
- 構成：遠藤達也、菊原共基、成田はじめ、伊東雅司、高橋ナツコ、大野ケイスケ
- TD：関克哉（フジテレビ）
- SW：大山浩文
- CAM：田宮長昭
- VE：向山武志
- AUD：谷川広輝
- 照明：藪木健太郎（フジテレビ〈当時〉）
- 音響効果：中山悠子
- TK：槇加奈子
- 編集：中村仁志
- MA：船田浩二、津田秀樹
- 美術制作：石鍋伸一朗（フジテレビ）
- デザイン：石森慎司
- 美術進行：山根安雄
- スタイリスト：坂崎たけし
- OPCG：青山幹之
- webmaster：鬼熊陽一郎
- webaccount：川村麻子
- 技術協力：八峯テレビ、フジアール、IMAGICA、JINIS、STUDIO BULL
- 協力：ジャニーズ事務所
- AP：大川泰（D:COMPLEX〈当時〉）
- ディレクター：後藤優、岡田直也、志方聡（フジテレビ）、中田三浩
- 演出：三木康一郎
- プロデューサー：きくち伸（フジテレビ）、西山雅庸（D:COMPLEX）
- テーマソング
  - V6「MY DAYS」（初期～5月25日）
  - V6「Don’t Stop The Refrain」（6月1日～最終回）
- 制作協力：D:COMPLEX
- 制作：フジテレビ第二制作部（現：フジテレビバラエティ制作センター）
- 制作著作：フジテレビ